# Observatoire national de la lecture
L'Observatoire national de la lecture (ONL) est un ancien organe consultatif rattaché au ministère de l'Éducation nationale de la France, qui avait pour missions de contribuer à la maîtrise de la langue tout au long de la scolarité et d'analyser les pratiques de lecture. Créé en 1996, il a été supprimé en 2011.

## Missions
Les missions de l'ONL ont été définies et modifiées par l'arrêté du 16 novembre 2009 qui rappelle dans son premier article que l'Observatoire « a pour mission de contribuer à la maîtrise de la langue, tout au long de la scolarité, et d'analyser les pratiques de lecture chez les élèves ». L'ONL « propose des actions de nature à développer le goût de la lecture chez les jeunes. Il conduit en particulier les réflexions sur les moyens de rapprocher les supports classiques et les supports virtuels de lecture et au moyen de maintenir vivace le lien entre les grandes œuvres du patrimoine littéraire national et international et la littérature contemporaine. À ces fins, il recueille et exploite les données disponibles et favorise les échanges d'informations et d'expériences entre les partenaires scientifiques, les professionnels et les parents ».

## Histoire
L'ONL a été créé le 6 juin 1996 par un arrêté du ministre de l'Éducation nationale, de l'enseignement supérieur et de la recherche, François Bayrou. Un arrêté du 15 septembre 1999 en modifie le statut. L'ONL est alors rattaché à l'Institut national de recherche pédagogique.
Le 3 avril 2001, un nouvel observatoire est créé, à nouveau rattaché au ministère de l'éducation nationale. Le texte supprime la lutte contre l'illettrisme de ses objectifs et ajoute à ses missions l'analyse des pratiques pédagogiques. L'arrêté de 2009 ajoute à ses missions la réflexion sur les liens entre supports classiques et virtuels de la lecture, ainsi qu'entre patrimoine littéraire et littérature contemporaine. Il en modifie aussi le fonctionnement, baissant par exemple de dix-huit à dix le nombre de ses membres.
L'ONL est supprimé en 2011.

## Fonctionnement

### Structure
L'ONL était composé d'un secrétariat général et d'un comité scientifique dont les dix membres et le président étaient nommés par le ministre pour une durée de trois ans, renouvelable une fois. Les membres étaient choisis « parmi les enseignants du premier et du second degré, les enseignants-chercheurs, les chercheurs, les membres des corps d'inspection du ministère chargé de l'Éducation nationale, les parents d'élèves et les personnalités qualifiées ».

### Organisation du travail
L'Observatoire pouvait s'auto-saisir, ou être saisi par son ministère de rattachement. Pour accomplir ses missions, il devait recueillir et analyser les données disponibles concernant son objet et rendre un rapport public annuel.

### Présidents
- De 1996 à 2001 : Jacques Friedel, Président de l'Académie des sciences.
- De 2001 à 2004 : Bernard Cerquiglini, professeur d'histoire de la langue à l'université Denis Diderot, directeur de l'Institut national de la langue française.
- De 2004 à 2007 : Erik Orsenna, Conseiller d'État, écrivain, membre de l'Académie française.

### Membres du comité scientifique de 1996 à 2007
- Alain Bentolila, professeur de linguistique à l'université Paris-Descartes – Directeur de l'ERTE Echill
- Pierre Buser, professeur émérite de neurosciences à l'université Pierre-et-Marie-Curie, Membre de l'Institut de France
- Jean-Louis Chiss, professeur de linguistique et de didactique du français à l'Université Sorbonne-Nouvelle
- Jacques David, professeur à l'IUFM de Versailles, enseignant-chercheur au LEAPLE/CNRS
- Daniel Dubois, inspecteur général de l'Éducation nationale
- Marie-Carmen Dupuy, représentante de la fédération de parents d'élèves PEEP
- Michel Fayol, professeur de psychologie cognitive et génétique à l'université Clermont-Ferrand, Directeur LAPSCO/CNRS
- Jean Foucambert, chercheur à l'Institut national de recherche pédagogique
- Claudine Garcia-Debanc, professeure de lettres classiques et de sciences du langage, IUFM Midi-Pyrénées
- Jean Hébrard, inspecteur général de l'Éducation nationale
- José Junca de Morais, professeur de psycholinguistique et neuropsychologie à l'Université libre de Bruxelles
- Jean-Pierre Jaffré, chercheur au CNRS
- Isabelle Jalabert, représentante de la fédération de parents d'élèves FCPE
- Isabelle Klem, représentante de la fédération de parents d'élèves PEEP
- Isabelle le Guay, orthophoniste
- Raymond le Loch, enseignant du second degré à Pontoise
- Pierre Léna, astrophysicien, professeur de physique à l'université Denis-Diderot
- Francis Marcoin, professeur de langue et littérature française à l'université d'Artois
- Philippe Meirieu, professeur en sciences de l'éducation à l'université Lumière Lyon 2, directeur de l'Institut des sciences et pratiques d'éducation et de formation
- Corinne Nedelec, représentante de la fédération de parents d'élèves FCPE
- Martine Rémond, chercheuse en psychologie des apprentissages et de l'éducation à l'Institut national de recherche pédagogique
- Laurence Rieben, professeure en psychologie et en sciences de l'éducation à l'université de Genève
- Jean-François Rouet, psychologue, directeur de recherche CNRS Poitiers
- Yves Quéré, directeur adjoint pour l'enseignement à l'École polytechnique
- Martine Safra, inspectrice générale de l'éducation nationale
- Michel Savart, enseignant du premier degré, académie de Paris
- Sylviane Valdois, orthophoniste et neuropsychologue, Directrice de recherche CNRS Grenoble
- Katherine Weinland, inspectrice générale de l'éducation nationale

## Publications
L'ONL a publié de nombreux travaux et réalisé chaque année un colloque, « Les Journées de l'ONL », sur une thématique liée aux questions de la lecture et de son apprentissage.

### Les ouvrages fondamentaux
- Apprendre à lire (1998), Odile Jacob
- Maîtriser la lecture (2000), Odile Jacob.

### Les ouvrages de réflexion pédagogiques (Collection Lectures en jeu - SCEREN / Savoir Livre)
- Lecture et technologies numériques (2006), diffusion Hachette
- Nouveaux regards sur la lecture (2004), diffusion Hachette
- Le manuel de lecture au CP (2003), diffusion Hatier
- Livres et apprentissages à l'école (2003), diffusion Hachette
- Livres et apprentissages à l'école (première édition 1999)

### Les rapports au ministre, diffusion ONL
- L’enseignement de la lecture et l'observation des manuels de lecture au CP (2007)
- L’apprentissage de la lecture à l'école primaire (2005)

### Les actes des journées de l'ONL, diffusion ONL
- La lecture au début du collège (2007)
- Écrire des textes, l'apprentissage et le plaisir (2007)
- Enseigner la lecture : orthographe et grammaire (2006)
- Les troubles de l'apprentissage de la lecture (2005)
- L’évolution de l'enseignement de la lecture depuis 10 ans (2004)
- Continuité de l'apprentissage de la lecture : du CM2 au collège (2003)
- La formation à l'apprentissage de la lecture (2002)
- La lecture de 8 à 11 ans (2001)
- La lecture dans les trois cycles du primaire (2000)

### Les autres ouvrages thématiques
- Communication et découverte de l'écrit à l'école maternelle (1997)
- Lecture, informatique et nouveaux médias  (1997)
- Regards sur la lecture et ses apprentissages (1996)